# Бакинские известия
«Бакинские известия» (дореф. «Бакинскія Известія») — газета, издававшаяся в Российской империи в конце XIX — начале XX веков.

## Общие сведения
Периодическое печатное издание «Бакинские известия» выходило в городе Баку начиная с 1876 года.
Газета являлась официальным печатным органом Бакинской городской управы. Начала издаваться при поддержке губернатора Бакинской губернии Д. С. Старосельского.
Целью издания газеты было освещение событий в Бакинской губернии.
Для издания газеты при Управе была открыта типография.
Газета содержала рубрики: «Правительственные распоряжения»,
«Письмо к редактору», «Летопись нефтяного дела», «Местная хроника», «Морская хроника», «Разные известия».
Издателями-редакторами в разное время были Степан Иосифович Гулишамбаров с 1876 по 1879 год, О де Монфор, В. Кузьмин, В. Абрамович, В. Неручев и другие.
В 1879 году газета «Бакинские известия» перешла к бакинскому отделению Русского технического общества.
Газета «Бакинские известия» выходила в 1876—1887 годах еженедельно, а с 1877 года два раза в неделю. Потом ежедневно в формате больших столичных газет. По содержанию издание отвечало губернским ведомостям.
За первые 25 лет своего существования газета «Бакинские известия» неоднократно и подолгу приостанавливались властью, переходя из рук в руки.
С 1888 года выходила под названием «Бакинский торгово-промышленный листок».